# Патријарх српски Гаврило V
Патријарх српски Гаврило V (световно име Ђорђе Дожић-Меденица; Доња Морача, 17. мај 1881 — Београд, 7. мај 1950) био је српски патријарх и врховни поглавар Српске православне цркве од 1938. до 1950. године, а пре тога је био црногорско-приморски митрополит (1920–1938) и рашко-призренски митрополит (1911). Његова пуна патријаршијска титула је гласила: Његова светост архиепископ пећки, митрополит београдско-карловачки и патријарх српски господин Гаврило.

## Животопис
Владика Гаврило (Дожић) је рођен 17. маја 1881. године у Врујцима, у Доњој Морачи у близини манастира Мораче. Његово световно име било је Ђорђе Дожић. Основну школу је завршио у манастиру Морачи, а потом школовање наставио у Београду. Био је једно време искушеник у манастиру Липовцу код Алексинца, а затим у манастиру Сићево. Замонашио се 26. фебруара 1900. године у манастиру Сићево код Ниша, сутрадан га је епископ нишки Никанор Ружичић рукоположио у чин јерођакона, а после седам дана у чин јеромонаха.
Године 1905. уписао је Богословски факултет Атинског универзитета, као државни питомац Србије. Дипломирао је 1909, а нешто касније и докторирао на овом факултету. После тога постављен је за секретара српског манастира Хиландара на Светој гори, одатле одлази на место српског представника у Цариградској патријаршији. Ту га затиче избор за митрополита рашко-призренског 1. децембра 1911. године. Свечана хиротонија у епископски чин извршена је 4. децембра 1911. године.
Гаврило Дожић је написао књигу, која је објављена 1908. године, Високи Дечани под туђином, у којој је описао како су неки руски неморални монаси узурпирали српски манастир Високе Дечане, укидали српске обичаје и правили велики бизнис од свог боравка у манастиру. Слали су на све стране писма којима траже материјалну помоћ, а у покушају ослобођења манастира од њих, било је и пуцњаве, рањених и мртвих.
После завршетка Балканских ратова, преименован је у митрополита пећког.
За време Првог светског рата, крајем 1915. године, као митрополит пећки био је ухапшен и интерниран у Цеглед, у Мађарској где је од страдања и малтретирања оболео, па је 1918. године као болесник враћен у Улцињ, где остаје до ослобођења под јаком аустријском стражом. Био је присталица уједињења Црне Горе са Србијом и предводио је делегацију од 18 посланика Подгоричке скупштине, који су у новембру 1918. године однели у Београд одлуку о уједињењу.
Краљ Никола Петровић му је приликом ослобођења Метохије уручио кључеве Високих Дечана и Пећке патријаршије. Касније су ти и кључеви града Скадра, од Митрофана Бана, као сведочанство и успомена на Први балкански рат, положени у кивот са моштима Светог Петра Цетињског. Митрополит Амфилохије Радовић их је пронашао под стопама светитеља уочи Лучиндана, 30. октобра 2010. године.

### Црногорско-приморски митрополит
Након смрти митрополита црногорско-приморског Митрофана (Бана), који је преминуо 30. септембра 1920. године, за новог црногорско-приморског митрополита је 17. новембра исте године изабран Гаврило Дожић. Након устоличења на Цетињу, покренуо је рад на обнови Његошеве капеле на Ловћену. Његовом заслугом је то и урађено 21. септембра 1925. године. На овом положају остао је до избора за патријарха српског 21. фебруара 1938. (по старом је то 8. фебруар). Предводио је делегацију Српске православне цркве на Конференцији у Цариграду 1923, која је била посвећена реформи календара. На овој конференцији са српске стране је учествовао и Милутин Миланковић као астроном да им помогне око превазилажења проблема везаног за календар и дужину трајања године. О овом њиховом путу Миланковић врло детаљно пише у свом делу „Кроз васиону и векове“.

### Српски патријарх
На патријаршијском трону наследио је патријарха Варнаву 1938. године. Био је противник потписивања Тројног пакта и писмено је саветовао југословенској влади да га не потписује. После бомбардовања Београда, 6. априла 1941, патријарх се склонио у манастир Раковицу, потом у манастир Жичу, а онда у манастир Острог где су га немачке власти ухапсиле 25. априла 1941. Манастир су немачки војници том приликом опљачкали.
Из Острога су га Немци део пута везаног спровели пешице у Београд, где је једно време био затворен у затвору Окружног суда. Интервенцијом Милана Аћимовића, шефа квислиншке Комесарске управе, делимично је утицала на ублажавање затворског режима. Страх окупационе управе да би неповољан третман или смрт болесног патријарха у затвору могли да изазову револт у народу, такође је утицао на одлуку да се патријарх пребаци у строги кућни притвор у манастир Раковицу, а затим у манастир Војловицу, где је заједно са епископом жичким Николајем био заточен под јаком стражом.
Немачке окупациони власти су покушавали да патријарха Гаврила и владику Николаја искористе за своје циљеве против опасности од партизана, од чега нису одустали до краја рата. Специјални опуномоћеник за Југоисток Херман Нојбахер покушао је у јесен 1943. да издејствује пуштање на слободу Дожића и Велимировића. Добио је сагласност од Рибентропа, али не и од Хитлера, због њихове улоге у државном удару.
Како је расла опасност од партизана и Црвене армије, Немци су 14. септембра 1944. пребацили патријарха Гаврила и владику Николаја у концентрациони логор Дахау. Тамо су они затворени у посебном делу за високе официре и свештенство, третирани боље од осталих и имали статус посебних заточеника. У Дахауу су остали три месеца, до децембра 1944. године када их Немци ослобађају на интервенцију Нојбахера, као део погодбе са Димитријем Љотићем и Миланом Недићем. Путовали су заједно са Недићем и Нојбахером у Словенију, где се Љотић и Недић са другим српским националистима (Момчилом Ђујићем, Доброславом Јевђевићем) припремали да воде битку против партизана.
Херман Нојбахер га спомиње у својим мемоарима и наводи да су га деца у Баварској, због дуге браде, поздрављала као Светог Николу. Приликом бомбардовања Беча 1945. године, Нојбахеру је у склоништу помагао у смиривању узнемиреног народа.
По завршетку рата, због нове комунистичке власти није могао одмах да се врати у земљу, него тек 14. новембра 1946. године. Одмах по доласку сазвао је ванредно заседање Светог архијерејског сабора, да би се размотрила нова ситуација у земљи која је била веома тешка за православну цркву због прогона свештеника и епископа.
По жељи патријарха Гаврила, Тадеј Штрбуловић постаје намесник Пећке Патријаршије 1949. године.
Патријарх Гаврило је изненада, умро 7. маја 1950. у Београду, а постојала је сумња да је отрован, пошто су се појавиле такве индиције. Сахрањен је у београдској Саборној цркви, у јужном делу храма, у непосредној близини кнеза Милоша и кнеза Михаила Обреновића.
После њега патријарх српски је постао Викентије (Проданов).

## Ставови
Као призренског ђака (Призренска богословија) напао га је један Шиптар. Како га је Гаврило оборио, а Шиптар је имао ножић, Гаврила је ранио у ногу. То га је пратило до смрти. Због тога га је ректор богословије Стеван Димитријевић изгрдио што се свађао и опалио му је шамар. Мали Гаврило му је рекао: Љубићеш ти ову руку. Стева је био декан Богословског факултета 1938, када је Гаврило изабран за патријарха и позван је на ручак. Тада му је Гаврило рекао: Сјећаш ли се што сам ти некада рекао? Стева му је одговорио: Ма, Гашо, да ниси добио тај шамар не би данас био патријарх. Метохију је због бројних цркава назвао дивном српском Палестином, јер метохија на грчком значи и земљиште цркве или манастира. О злочинима аустроугарске војске над српским народом је писао Митрофану Бану и протосинђелу Мардарију Ускоковићу у Петроград, поредећи их са злочинима римских царева Деција и Калигуле над хришћанима. Обновио је Његошеву капелу на Ловћену, која је од аустроугарског бомбардовања Ловћена 1916. године, била јако оштећена. Сабор СПЦ је у новембру 1920. прихватио предлог митрополита црногорско-приморског Гаврила Дожића о обнови капеле и враћању Његошевих костију у њу. На челу одбора за обнову се он налазио. На његово инсистирање, краљ Александар је одустао од идејног пројекта капеле, вајара Ивана Мештровића. При увођењу Шестојануарске диктатуре противио се промени назива земље у Краљевина Југославија: Српско име нема право нико да мења. Ми желимо да останемо што су били наши преци. Срби не могу да сахрањују своју прошлост и наше обиљежје. Прво Хрвати треба да се изјасне за југословенство. Они су први били носиоци југословенске мисли и да су Срби и Хрвати један народ. Зашто то данас не раде? Они желе да остану само Хрвати. Зашто сада да их Срби силе на југословенство, које ови неће?...
У односу на Конкордат са Римом, био је још непопустљивији од свог претходника, патријарха Варнаве. Када је конкордат изгласан, избацио је из Цркве председника владе Милана Стојадиновића. Након Крваве литије Конкордат је одбачен 29. новембра 1937. године. Противио се Тројном пакту и писмено је саветовао југословенској влади да га не потписују у Меморандуму у име СПЦ. Сматрао је да не треба правити савез са највећим непријатељима, Хитлером и Мусолинијем, убицом краља Александра и питао се шта би наши мртви данас рекли из гробова - на ово наше савезништво са њиховим убицама. Преко Радио Београда, Загреба и Љубљане је одржао говор 27. марта 1941. године, у којем је између осталога рекао да је Видовдан 1389., Видовдан 1914. и 27. март 1941. исти по суштини и мотивима.

О односу Католичке цркве према страдању Срба у НДХ је у својим Мемоарима записао: 
Што Католичке цркве римски папа није ни прст дигао да осуди ова злочинства, нити да посредује да се ово не врши, као дело противно Христовој науци, његовим заповестима и хришћанском моралу? Он то није учинио, иако му је дужност налагала да спречава безбожништво које је сто посто у супротности са науком Христовом и Божијим законима. И не само да се ћутало, него се ишло и даље, главног наредбодавца тих у историји нечувених злочина, Анту Павелића, Папа је примио у аудијенцију у Ватикану. Тиме су злочинци били подстакнути да наставе истребљење српског народа.
У пролеће 1945. отишао је у Рим. Одбио је сусрет с римским папом, због папине подршке Павелићу и признавања НДХ, а одбио је и савезничку помоћ око смештаја, па се настанио у кући трговца Душана Пламенца, рођака краљице Милене. Писао је: Имамо информације из савезничких извора да је побијено између 700.000 и 800.000 Срба... Како да сада могу да пређем преко свега тога и идем у Ватикан на ноге Папи?... Ја бих се радије сто пута опредјелио за смрт... Био је велики противник стварања Македонске православне цркве.
Пошто су нове комунистичке власти хтеле да се оне питају у вези избора нових владика, Тито је послао секретара свог кабинета, генерал-лајтнанта Љубодрага Ђурића код патријарха Гаврила. Захтевао је повлачење одлуке о избору за митрополита загребачког др Дамаскина Грданичког. Патријарх га је истерао напоље, што је Броза озлоједило, па у Патријаршију шаље Александра Ранковића. Он је, као министар полиције, грубо наступио, ударио шаком о сто, а патријарх је и њега истерао из Патријаршијског двора. Изненадну смрт патријарха, која је уследила, неки су доживљавали као тровање од стране озлојађених власти.

## Почасти
У Митрополији црногорско-приморској се од 2020. године, од 70. годишњице од његовог упокојења, Гаврило Дожић прославља као Свети исповедник патријарх српски Гаврило. Митрополит црногорско-приморски Амфилохије Радовић је рекао да ће то бити њихов предлог за читаву Српску цркву. У Врујцима у Доњој Морачи се планира изградња капелице њему у част, а планирано је да капела буде изгледа срушене (од комуниста) капеле на Ловћену, која је обновљена на његову иницијативу 1925. године.
Одликовања
- Орден Белог орла, Велики крст (Краљевина Југославија).
- Орден Југословенске круне, Велики крст (Краљевина Југославија).
- Орден Светог Саве, Велики крст (Краљевина Југославија).
- Орден Данила I, Велики официр (Краљевина Црна Гора).[21]